# Grote Nijlsnoeken
Grote Nijlsnoeken (Gymnarchidae) zijn een familie van straalvinnige vissen uit de orde van beentongvissen (Osteoglossiformes).

## Geslacht
Gymnarchus Cuvier, 1829